# Chích Bắc Cực

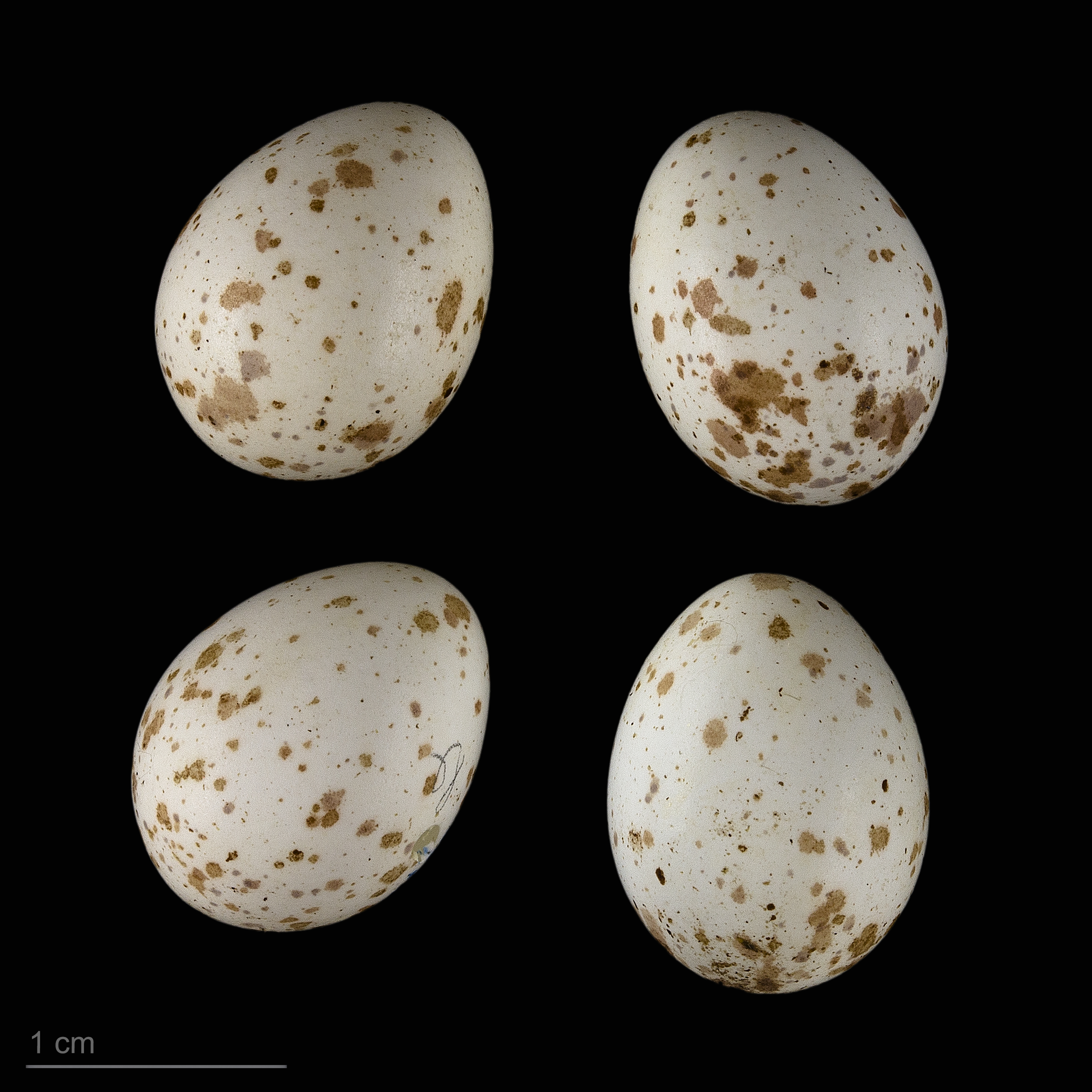
Phylloscopus borealis

Chích Bắc Cực (danh pháp hai phần: Phylloscopus borealis) là một loài chích lá thuộc chi Chích lá, họ Chích lá. Loài này phân bố rộng rãi trong rừng bạch dương, bạch dương hoặc hỗn hợp gần nước trong suốt phạm vi sinh sản trong Fennoscandia và phía Bắc Á. Nó đã thành lập một chỗ đứng ở Bắc Mỹ, sinh sản ở Alaska. Loài chim chích này là loài di cư mạnh mẽ, toàn bộ mùa đông dân số ở Đông Nam Á.
Theo truyền thống nó đã bao gồm quần thể rộng lớn đó ở Kamchatka, quần đảo Kuril và Nhật Bản, nhưng giọng hát và di truyền bằng chứng mạnh mẽ cho luận án phải được coi là loài riêng biệt, với P. examinandus  ở Kamchatka, Hokkaido và quần đảo Kuril, và P. xanthodryas tại Nhật Bản (trừ Hokkaido).
Làm tổ trên mặt đất trong một loại cây bụi thấp. Giống như chim chích Cựu thế giới, loài này ăn côn trùng.
Loài này là loài lang thang vào mùa thu lang thang ở Tây Âu và là hàng năm ở Anh.